# 詹姆斯敦 (肯塔基州)
詹姆斯敦（英語：Jamestown），是美国肯塔基州的一座城市。建立于1827年，面积约为7.8平方公里（3平方英里）。根据2010年美国人口普查，该市的人口为1,794人。